# Bibliotheksbenutzungsordnung
Eine Benutzungsordnung einer Bibliothek regelt das Rechtsverhältnis zwischen der Bibliothek und ihren Nutzern. Sie ist in öffentlich-rechtlichen Bibliotheken als Satzung geregelt und klärt alle Rechtsfragen, die sich bei der Bereitstellung von Literatur und Medien ergeben. Als gesetzliche Ermächtigungsgrundlage der Bibliothek für Eingriffe in Rechtspositionen der Leser beinhaltet sie beispielsweise Schadensersatzregelungen.
In Bayern ist die ABOB, die Allgemeine Benützungsordnung der Bayerischen Staatlichen Bibliotheken als Rechtsverordnung geregelt. In privatrechtlich organisierten Bibliotheken ist die Benutzungsordnung in Allgemeinen Geschäftsbedingungen festgehalten.
Manchmal wird irreführenderweise auch der Begriff „Bibliotheksordnung“ synonym zum Begriff der „Benutzungsordnung“ gebraucht.